# Baborów
Baborów là một thị trấn thuộc huyện Głubczycki, tỉnh Opolskie ở nam Ba Lan. Thị trấn có diện tích 11 km². Đến ngày 1 tháng 1 năm 2011, dân số của thị trấn là 3062 người và mật độ 258 người/km².